# Cromel
Cromel é o nome dado a uma liga de 90%Ni (Níquel) e 10%Cr (Cromo) utilizada em termopares.
Tem temperatura máxima de operação por volta de 1100°C.
Propriedades e Aplicações:
- Estabilidade Térmica: O Cromel é capaz de operar em temperaturas elevadas, com uma temperatura máxima de operação em torno de 1.100 °C.   Termopares e Pt100 Portal Temperatura
- Resistência à Oxidação: A presença de cromo na liga aumenta sua resistência à oxidação, permitindo seu uso em ambientes oxidantes sem degradação significativa.
- Termopares Tipo K: Quando combinado com Alumel (uma liga de níquel e alumínio), o Cromel forma o termopar tipo K, amplamente utilizado devido à sua ampla faixa de temperatura e durabilidade.[1]

Embora o Cromel ofereça excelente desempenho em altas temperaturas, é importante considerar as condições ambientais de sua aplicação. Em atmosferas sulfurosas ou redutoras, a liga pode sofrer corrosão, o que afeta sua precisão e vida útil. Portanto, é essencial avaliar o ambiente de operação e, se necessário, utilizar proteções adequadas para garantir a longevidade e precisão dos sensores baseados em Cromel. 
cromel a historia da inglaterra
1. ↑  «Termopares Cromel (+) Alumel (-) Tipo K (CrAl)»
2. ↑  «Termopar Simples» (PDF)